# ضريح الشيخ علي الليثي
ضريح الشيخ علي الليثي (1313هجرية)، هو أحد المساجد التي أنشئت في عصر أسرة محمد علي في مصر. يقع بجوار جامع الإمام الليثي.

## روابط خارجية
- آثار القاهرة الإسلامية نسخة محفوظة 31 مايو 2014 على موقع واي باك مشين.